# Ljubomir Ljubojević
Ljubomir Ljubojević (Servisch: Љубомир Љубојевић) (Užice, 2 november 1950) is een Servisch schaker die vroeger voor Joegoslavië speelde.

## Biografie
Ljubojević hoorde in de jaren tachtig bij de wereldtop en kon zijn krachten goed meten met Anatoli Karpov en Garri Kasparov hoewel hij nooit in een kandidatentoernooi heeft gespeeld. Hij is origineel in zijn opening, maar neemt soms ook te veel risico's. Ljubojević heeft in een groot aantal toernooien meegespeeld, onder andere in Palma de Mallorca in 1971 waar hij gelijk met Óscar Panno eindigde, in het prestigieuze toernooi in Linares (Spanje) waar hij als eerste eindigde, en ook in 1987 in Brussel werd hij eerste, samen met Kasparov. In 1971 werd hij FIDE-grootmeester. In 1987 speelde hij mee in het Hoogovenstoernooi in Wijk aan Zee. Traditiegetrouw werd daar de erwtensoep opgediend. In zijn slotwoord uitte Ljubojević kritiek op deze oer-Hollandse kost.

## Ljubojević-variant
Ljubojević heeft zich ook verdiept in de Pirc-verdediging. In de variant de Oostenrijkse aanval heeft hij de subvariant 1.e4 d6 2.d4 Pf6 3.Pc3 g6 4.f4 Lg7 5.Lc4 (diagram) op zijn naam staan.